# キャスティング・ボート (比喩)
比喩的な意味でのキャスティング・ボート（英語: casting vote）は、議会などで2大勢力が拮抗しいずれも過半数を制することができない場合において、第三の勢力が事実上の決定権を行使できる立場になることをさす。これは、議事において可否同数の場合、議長の職権で可否を決めること（議長決裁）を指す本来の意味から転じた用法である。
このようなキャスティング・ボートを握る政党は拮抗する両勢力に対し非常に強い立場に立ち、しばしば二大勢力から様々な有利な取引の持ちかけが行われる。

## 日本の事例
日本では、国会において二大政党の勢力が拮抗している時の少数政党や、政党（主に自民党）内における二大派閥（勢力）以外の派閥（勢力）が、いずれかの陣営に付くことで政局の動向を左右できる場合に「キャスティング・ボートを握っている」という風に使われる言葉である。
- 政党色が強まる前の参議院における緑風会
- 55年体制下における公明党・民社党
- 1993年の嘘つき解散による55年体制の崩壊直後（自民党が過半数を割り、自民党中心の政権か、非自民政権かの選択が分かれたとき）の日本新党・新党さきがけ。日本新党の細川護熙が首相に、新党さきがけの武村正義が内閣官房長官になった
- 1998年参院選で自民党が参議院で過半数を割った際の公明党
- 2009年に民主党政権が誕生した際の国民新党や社会民主党
- 橋下徹知事時代以降の大阪府議会、小池百合子知事時代の東京都議会における公明党
- 2024年衆院選後における第三極の日本維新の会と国民民主党、第四極のれいわ新選組

## 海外の事例
・旧西ドイツでは、自由民主党（FDP）がキャスティング・ボートを握り、保革の二大政党であるキリスト教民主・社会同盟（CDU/CSU）、ドイツ社会民主党（SPD）のどちらかと連立政権を組んで、戦後のほとんどの期間政権に参加し続けていた。特にFDPのキャスティング・ボートが顕著に現れたのが1982年にSPD・FDP連立のシュミット内閣が倒された時である。この時FDPはSPDと連立を解消し、CDU/CSUと連立を組むことによって連邦議会内の勢力を逆転させ、コール政権を誕生させている。
・アメリカ合衆国最高裁判所主席判事のジョン・ロバーツは同裁判所内で最も穏健な保守派の判事である。2020年以降、連邦最高裁判所が下した判決と同じ判断を下した回数が9名の判事(保守派6名・革新派3名)の中でトップであることから同裁判所のキャスティングボードとされる。